# Pelecorhynchus flavipennis
Pelecorhynchus flavipennis är en tvåvingeart som beskrevs av Ferguson 1921. Pelecorhynchus flavipennis ingår i släktet Pelecorhynchus och familjen Pelecorhynchidae. Inga underarter finns listade i Catalogue of Life.